# Тигирецкий хребет
Тигире́цкий хребет — один из составляющих Северную цепь хребтов Центрального Алтая. Расположен в северо-западном Алтае, на границе с Казахстаном, является водоразделом рек Чарыш и Уба. Наибольшая высота пиков — до 2298 м. Массив сложен эффузивными породами и гранитами.

## Этимология
Хребет своё название получил по стекающей с него реки Тигерек, гидроним же переводится с алтайского как «круглый» или «нижний».

## География
Тигирецкий хребет в пределах России проходит по Змеиногорскому (Белорецкий участок Тигирекского природного заповедника), Третьяковскому, Чарышскому и Краснощековскому районам. Восточная часть хребта служит границей между Чарышским районом Алтайского края Российской Федерации и Восточно-Казахстанской областью Казахстана.
Западная часть хребта с господствующими вершинами Чёрная (2013 м н. у. м.) и Разработная (1962 м н. у. м.) образует водораздел между притоками Чарыша — реками Белая и Иня. Средняя часть хребта снижается до 1500 м, и разделяет бассейны Чарыша и Убы. Восточная часть повышается до 2298 м в истоках Ини, где хребет примыкает к Коргонскому. В юго-восточной части Тигирецкого хребта, где присутствуют наиболее высокие точки в виде изрезанных карами склонов, горы образуют крутобокие пирамидальные вершины. Присутствует сочетание разнородных по ландшафту участков: горные тундры, красочные альпийские и субальпийские луга.
Тигирецкий хребет имеет уникальное географическое расположение, так как относится к Алтайским горам, которые находятся в переходной зоне — их начало залегает в обширных степях Сибири и Казахстана, включая горные системы Алтая и Саян.
Климат
Отличается особой климатической зоной. В горной системе Тигирецкого хребта сформировался особый сниженный режим континентального климата, имеющий значение циклонической природной провинции.
Территория Тигирекского хребта относится к Алтае-Саянской горной стране, на которой сформировались отличные от окружающих равнин и гор специфические почвенно-климатические условия:
- положительная среднегодовая температура воздуха;
- годовое количество осадков от 800 до 1500 мм;
- мощный снеговой покров и своеобразие почвенного покрова[9].

## Гидрография
На территории Тигирецкого хребта образуется множество горных рек и ручьёв, как крупных, так и мелких. Для них характерны большой уклон и быстрое течение, сток зависит от количества осадков, величины снегового покрова и дождей.
Горы питают такие реки как Белая, Чарыш, Иня, Большой Тигирек, Иркутка. Из крупных ручьёв можно отметить Бабий Ключ.

## Флора и фауна
Большая часть территории хребта покрывают леса. Пихта, берёза, и лиственница, реже осина и кедр — основа лесов заповедника. Особую ценность представляет собой нижняя часть лесного пояса, в которой сохранилась реликтовая черневая тайга. Основной характерной чертой данной территории является присутствие специфических растительных ассоциаций, переживших последние оледенения. В черневой тайге присутствуют третичные реликты — остатки древних широколиственных лесов: осмориза остистая, копытень европейский, волчеягодник обыкновенный, колокольчик широколистный, многорядник Брауна. Из эндемиков произрастают стеллеропсис алтайский и сибирка алтайская, занесенные в Красную книгу России.
По данным Летописи природы на 2010 год флора на российской территории Тигирецкого хребта насчитывает 847 видов высших растений, 71 вид мохообразных, 209 видов водорослей, 169 видов грибов, 274 вида лишайников.
Из зверей широко распространены горностай, лисица, соболь, колонок, обычен бурый медведь, более редки волк, рысь, барсук, росомаха, выдра. Среди копытных многочисленна сибирская косуля. Довольно обычен марал. Долины рек населяет лось, местами кабан, а по захламленным скалистым таежным склонам встречается кабарга. Почти все реки «освоили» бобры, перегородив плотинами. Птицы — наиболее богатая видами группа позвоночных животных. Чаще встречаются ястребы — тетеревятник и перепелятник; обыкновенный канюк; черный коршун; глухарь; рябчик, обыкновенная и глухая кукушки, ушастая сова, воробьиный сычик, дятлы, кукша, синий соловей.

## Тигирекский заповедник
На территории Тигирецкого хребта создан Государственный природный заповедник «Тигирекский». В 1999 году вышло постановление Правительства Российской Федерации от 4 декабря 1999 г. № 1342 "Об учреждении в Алтайском крае государственного природного заповедника «Тигирекский» с целью сохранения биоразнообразия типичной черневой тайги и природных комплексов среднегорий Западного Алтая.
Заповедник состоит из трёх территориально обособленных участков: Белорецкого, Тигирекского и Ханхаринского. Самый крупный участок — Белорецкий, занимает граничащие с Казахстаном части Третьяковского и Змеиногорского районов в верховьях рек Белой и Чесноков Алей. Ханхаринский участок находится в пределах Краснощековского известнякового массива и расположен между горами Черный камень и Сердцево. Два последних участка расположены в пределах Краснощековского района.
Общая площадь заповедника составляет 41505,5 га. Постановлением Администрации Алтайского края за № 117 от 12 марта 2003 года выделена охранная зона заповедника — 26257 га.
Достоверно отмечено присутствие в пределах Тигирекского заповедника 63 видов млекопитающих: птиц — 160, 6 — рептилий, 2 — амфибий, 10 — рыб, 1352 — насекомых, 115 — пауков. Из них в Красную книгу Алтайского края внесены: таймень, сибирская бурозубка, речная выдра, 11 видов летучих мышей и 18 видов птиц. Чёрный аист, курганник, беркут, черный гриф, балобан и филин, обитающие в заповеднике, занесены в Красную книгу России.